# Lycochloa avenacea
Lycochloa es un género monotípico de plantas herbáceas perteneciente a la familia de las poáceas. Su única especie: Lycochloa avenacea Sam., es originaria de Líbano y Siria.

## Descripción
Planta perenne; rizomatosa con culmos herbáceos. Las hojas no auriculadas y los márgenes de la vaina libre. Láminas de las hojas sin nervadura transversal. La lígula es una membrana cilida; truncada, de 4-5 mm de largo. Plantas bisexuales, con espiguillas bisexuales ; con flores hermafroditas. Las espiguillas todas por igual en la sexualidad.

## Taxonomía
Lycochloa avenacea fue descrita por Gunnar Samuelsson y publicado en Arkiv för Botanik utgivet av K. Svenska Vetenskapsakademien 25(8): 4. 1933.